# Takanobu Jumonji
Takanobu Jumonji (十文字貴信, Noda, 10 de novembro de 1975) é um ciclista olímpico japonês. Jumonji representou seu país nos Jogos Olímpicos de Verão de 1996, em Atlanta, onde ganhou uma medalha de bronze.